# Amphineurus perdecorus
Amphineurus perdecorus är en tvåvingeart som beskrevs av Edwards 1923. Amphineurus perdecorus ingår i släktet Amphineurus och familjen småharkrankar. Inga underarter finns listade i Catalogue of Life.